# Szentliszló
Szentliszló is een plaats (község) en gemeente in het Hongaarse comitaat Zala. Szentliszló telt 343 inwoners (2001).